# Mateusz Żurowski

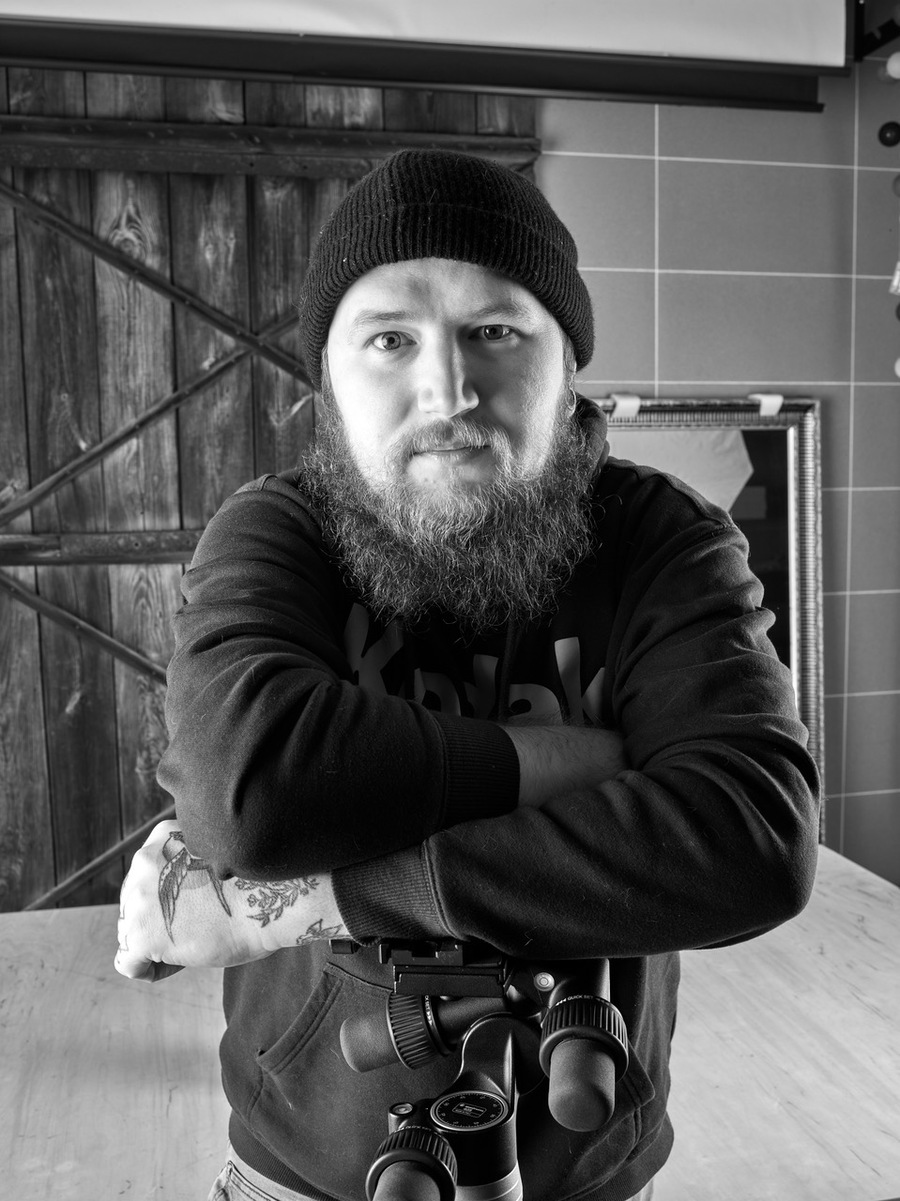
Mateusz Żurowski

Mateusz Żurowski, ps. „rabbitsanalogue”, „Rabbit” (ur. 1992) – polski fotograf konceptualny i portretowy posługujący się technikami tradycyjnymi, wielokrotnie nagradzany w międzynarodowych konkursach fotograficznych na świecie. Wyróżniony między innymi w Sony World Photography Awards 2023 IPA - Analog/Film Photographer of the Year 2022, IPA - Discovery of the Year 2022, Chromatic Photographer of the Year 2022. Założyciel studia filmowo-fotograficznego Studio Rzeka w Warszawie

## Wybrane wyróżnienia
- 2019: wyróżnienie Honorable Mention w ND Photo awards[9]
- 2020: brązowy medal w konkursie Tokio International photography awards (TIFA)[10]
- 2020: 2 miejsce w konkursie Art limited Photography Awards 2020 competition[11]
- 2020: 2 miejsce w konkursie Chromatic Awards w kategorii Fine art[12]
- 2020: 1 miejsce w konkursie International Photo Awards (IPA) w kategorii Analog:Other[13]
- 2022: główna nagroda konkursu International Photo Awards(IPA) i tytuł Discovery of the Year 2022[5][6]
- 2022: główna nagroda konkursu Chromatic Awards i tytuł Photographer of the Year 2022[7]
- 2022: 2 miejsce w konkursie Tokio international photo awards (TIFA) w kategorii Portfolio/Fine art.[14]
- 2023: 1 miejsce i nagroda Poland National Award w konkursie Sony World Photography Awards 2023[3]
- 2023: Shortlista Sony World Photography Awards 2023 w kategorii OPEN[4]
- 2023: FAPA - Fine Art Photography awards - Silver Award Fine Art category[15]
- 2023: All About Photo Awards 2023 - Particular Merit Mention[16]
- 2023: 1 miejsce w konkursie International Photo Awards (IPA) w kategorii Analog: Fine Art[17]
- 2023 Honorable mention Tokio international photo awards (TIFA) w kategorii Fine art / Nudes[18]

Ponadto w kwietniu 2022, jako jeden z dziewięciu Polaków i jedyny fotograf, został wybrany do pierwszej edycji aukcji NFT organizowanej przez największą na świecie giełdę kryptowalut Binance.

## Wystawy
- Światło[20]
- Going East Wiedeń[21]
- Going East Paris[22]
- Going East Milan[22]
- New York International photography awards – Best of show[23]
- Sony World Photography Awards 2023 London exhibition[24]
- IPA "BEST OF SHOW 2022" Exhibition at house of Lucie Budapest[25]

Ponadto swoją twórczość prezentuje na koncie instagram pod pseudonimem rabbitsanalogue oraz na forum społecznościowym Reddit.